# Darryl Stephens
Darryl Joseph Stephens (ur. 7 marca 1974 w Pasadenie, w Kalifornii) – amerykański aktor telewizyjny i filmowy.

## Życiorys
Dorastał wokół Los Angeles, w okolicach Pasadeny. Studiował socjologię i kulturą etniczną razem z dramatem i tańcem na Uniwersytecie Kalifornijskim w Berkeley. Przez cztery lata był związany z kultową grupą teatralną Sassymouth w San Francisco, gdzie występował w widowiskach Medea (Medea the Musical na HBO Aspen Comedy Festival, Radość (Joy), Napoleon, obóz ciągnie dyskotekowa muzyczna ekstrowagancja (Napoleon, the Camp Drag Disco Musical Extravaganza) i Walka!: Amerykański melodramat (Combat!: An American Melodrama). Potem przeniósł się do Los Angeles, by rozpocząć karierę telewizyjną. Występował także na scenie w Berkeley Black Theater Workshop i Beverly Hills Playhouse.
Wystąpił w serialu MTV Undressed (2000), CBS That’s Life (2001) i VH1 Czerwone oko (Red Eye). Popularność przyniosła mu rola Noego Nicholsona w dramacie (2004) i serialu kanału LOGO pod tym samym tytułem Arka Noego (Noah's Arc, 2005–2006). Znalazł się w obsadzie komedii satyrycznej pt. Kolejny gejowski film (Another Gay Movie, 2006) o czwórce homoseksualnych przyjaciół ze szkoły średniej. Zagrał w gejowskim melodramacie pt. Boy Culture (2006), który dotyka zagadnień monogamii, wierności i natury miłości w związkach homoseksualistów w różnym wieku. Jak sam przyznaje, role w filmach często wybiera według kryterium swojej orientacji seksualnej.

## Filmografia
- 2006: Kolejny gejowski film (Another Gay Movie) jako Angel
- 2006: Boy Culture jako Andrew
- 2005–2006: Łuk Noego (Noah's Arc, serial TV) jako Noe
- 2005: Nie bardzo prawy (Not Quite Right) jako Evan
- 2004: Łuk Noego (Noah's Arc) jako Noe
- 2001: Circuit jako Julian
- 2001: That’s Life jako Tutor
- 2000: Undressed (serial TV) jako Rudy
- 1999: Seamless: Kidz Rule jako Devin